# انجمن اتحاد همدان
انجمن اتحاد نام یک انجمن سیاسی در دوران انقلاب مشروطیت، در همدان است.
این انجمن در سال ۱۳۲۴ ق برابر با ۱۹۰۵ میلادی برابر با ۱۲۸۴ شمسی توسط سید محمد یوسف‌زاده متخلص به غمام از شعرا و آزادیخواهان همدان تأسیس شد. تشکیل این انجمن مصادف با حکمرانی که علی‌خان ظهیرالدوله حاکم آزادیخواه، در همدان بود.
انجمن اتحاد دارای اهداف سیاسی و آزادیخواهانه بود و به تدریج پیروان و اعضایی پیدا کرد که افراد سرشناس، فاضل و معاریف آن زمان همدان نظیر علی محمدآزاد، محمدباقر الفت اصفهانی، فیاض (از روحانیون فاضل) میرزا لطف‌الله جمالی، غلامحسین شهشهانی، موسی نثری از آن جمله بودند. انجمن اتحاد اولین انجمن سیاسی در همدان بود که روزنامه‌ای در این راستا به نام روزنامه الفت انتشار داد. روحانیون همدان نیز با این نهضت همراه و هم عقیده بودند.